# Always Never the Same
Always Never the Same è il tredicesimo album dei Kansas, pubblicato nel 1998 per la River North.

## Descrizione
Questo album contiene alcune cover del lavoro precedente della band, ri-registrate con la London Symphony Orchestra. Le nuove canzoni includono "In Your Eyes", "The Sky Is Falling", "Need to Know" e lo strumentale "Preamble". "  L'album include anche una cover di "Eleanor Rigby" dei Beatles.

## Tracce
1. Eleanor Rigby – 3:22 (Lennon/McCartney)
2. Dust in the Wind – 4:01 (Kerry Livgren)
3. Preamble – 3:25 (Baird)
4. Song for America – 9:15 (Livgren)
5. In Your Eyes – 4:30 (Walsh)
6. Miracles Out of Nowhere – 6:27 (Livgren)
7. Hold On – 4:18 (Livgren)
8. The Sky Is Falling – 7:50 (Walsh)
9. Cheyenne Anthem – 7:29 (Livgren)
10. Prelude & Introduction – 4:53 (Kansas, Baird)
11. The Wall – 5:29 (Livgren, Walsh)
12. Need to Know – 4:02 (Walsh)
13. Nobody's Home – 6:04 (Livgren, Walsh)

## Formazione
- Phil Ehart - batteria
- Steve Walsh - tastiera, voce
- Billy Greer - basso
- Robby Steinhardt - violino, voce
- Rich Williams - chitarra